# Celestinské proroctví (film)
Celestinské proroctví (anglicky The Celestine Prophecy) je americký dobrodružný film z roku 2006 produkce Bontonfilm, v hlavní roli s Matthewem Settlem. Režíroval Armand Mastroianni. Předlohou pro tento film se stal stejnojmenný román Celestinské proroctví z roku 1993 od Jamese Redfielda.

## Děj
Hlavní hrdina John Woodson se vydává do Peru s touhou po poznání hlubšího smyslu života. Tajemství tohoto duchovního cíle se nachází v záhadném Rukopise zahrnujícím devět vhledů, které by dokázaly od základů změnit lidskou civilizaci. John však není jediný, kdo se o Rukopis zajímá. Protagonista na své cestě naráží nejen na lidi, kteří se mu snaží pomoci, ale i na takové jedince, kteří se snaží šíření tohoto nového poznání všemi dostupnými prostředky zabránit. John je chtě nechtě brzy vtažen do světa mocenských intrik a nebezpečí. Film kulminuje nalezením postrádaného devátého vhledu, s jehož pomocí by se mohl završit evoluční vývoj, kterým se bude lidská civilizace ubírat v průběhu dalšího milénia.

## Obsazení
| Matthew Settle      | John Woodson       |
| Thomas Kretschmann  | Wil                |
| Sarah Wayne Callies | Marjorie           |
| Annabeth Gish       | Julia              |
| Hector Elizondo     | kardinál Sebastian |
| Joaquim de Almeida  | páter Sanchez      |
| Jürgen Prochnow     | Jensen             |
| John Aylward        | Dobson             |
| Obba Babatundé      | Miguel             |
| Robyn Cohen         | Charleen           |
| Petrus Antonius     | generál Rodriguez  |